# Luc-Armau
Luc-Armau település Franciaországban, Pyrénées-Atlantiques megyében. Lakosainak száma 106 fő (2022. január 1.). Luc-Armau Vidouze, Bassillon-Vauzé, Bentayou-Sérée, Lembeye, Lucarré és Peyrelongue-Abos községekkel határos.

## Népesség
A település népességének változása:
| Lakosok száma | 120  | 119  | 116  | 113  | 112  | 110  | 109  | 107  | 106  |
|               | 2013 | 2015 | 2016 | 2017 | 2018 | 2019 | 2020 | 2021 | 2022 |